# Агафонов, Николай Иванович
Николай Иванович Агафонов (23 мая 1948 — 19 сентября 2002) — украинский политик. Образование высшее, специальность специалист сельскохозяйственных профессий, по национальности русский, член АПУ.

## Биография
В 1998 — генеральный директор научно-производственной исследовательской агрофирмы «Научная» УААН, Таромское, Днепр.
Родился 23 мая 1948 года в Дмитровке, Знаменского района, Кировоградской области.
С 1968 по 1975 год работал главным зоотехником колхоза «Союз» Знаменского района.
В 1977 году окончил Полтавский сельхозинститут по специальности «учёный-зоотехник». 
С 1976 по 1983 год был зоотехником-селекционером, главным зоотехником Днепропетровского НПО «Элита», с 1983 по 1988 год являлся главным зоотехником Днепропетровского филиала Украинского НИИ разведения и искусственного осеменения крупного рогатого скота.
С 1988 года работал директором опытно-семенного совхоза «Научный», затем был генеральным директором агрофирмы «Научная», пгт Таромское Днепропетровской области.
В 1995 году защитил докторскую диссертацию на тему «Теория и практика реформирования сельскохозяйственных предприятий в арендные хозяйства». Доктор экономических наук, профессор.
На парламентских выборах 1998 года был избран народным депутатом Верховной рады Украины III созыва по избирательному округу № 28 Днепропетровской области. На момент выборов был генеральным директором научно-производственной исследовательской агрофирмы «Научная» УААН, член Аграрной партии Украины.
С апреля 2002 года — кандидат в народные депутаты Украины по избирательному округу № 28, Днепропетровской области, самовыдвижение. Получил 7,17 % и занял 4 место из 12 претендентов. На время выборов: народный депутат Украины, член Аграрной партии Украины.
Уполномоченный представитель группы «Независимые» (июль 1998 — март 2000 лет). Председатель подкомитета по вопросам депутатской этики Комитета по вопросам регламента, депутатской этики и организации работы Верховной Рады Украины (июль 1998 — апрель 2001), член Комитета по вопросам аграрной политики и земельных отношений (с апреля 2001 года).

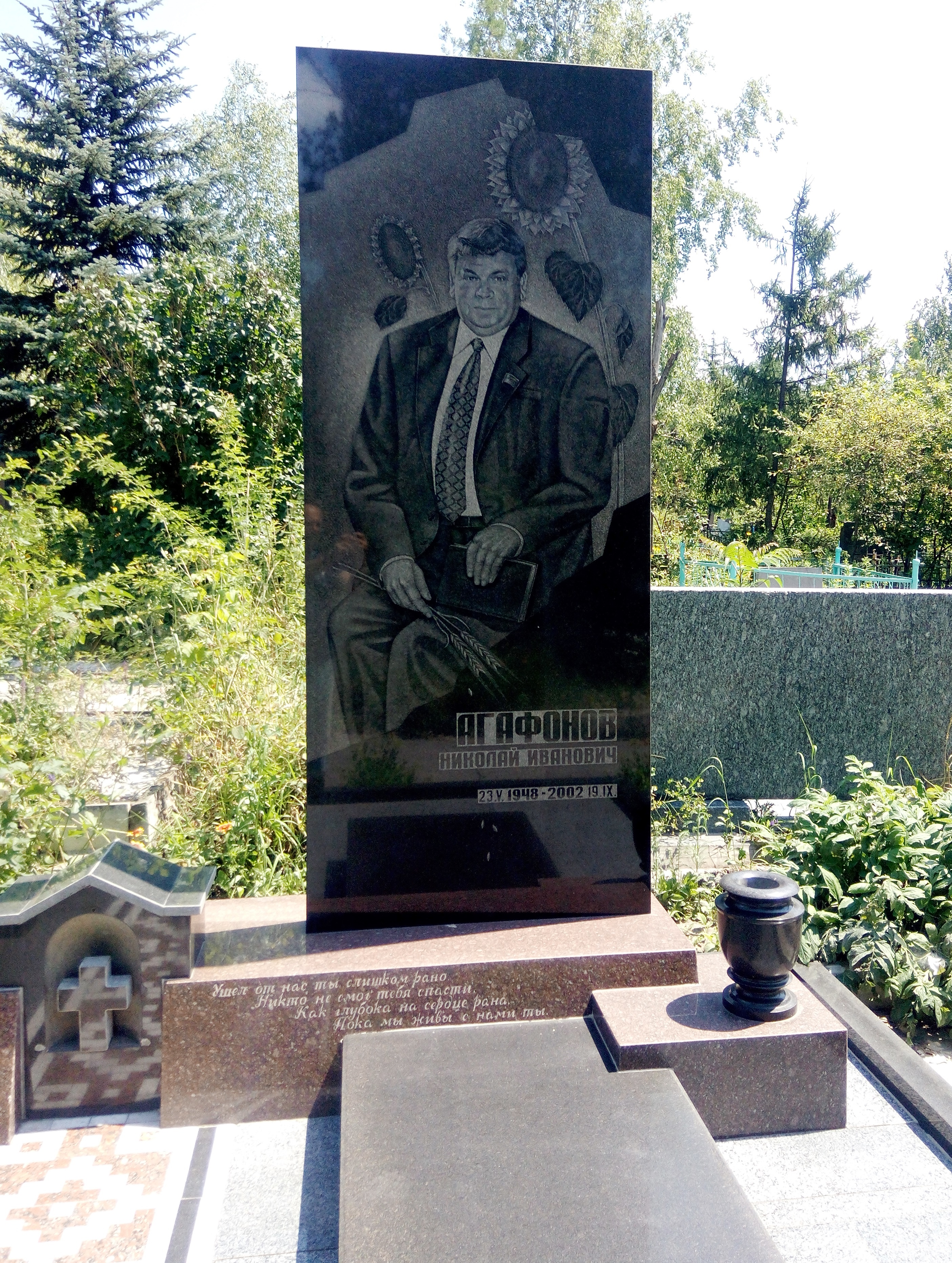
Могила Агафонова Николая Ивановича на Сурско-Литовском кладбище в Днепре

22 июня 2002 года Верховная Рада Украины по представлению Генерального прокурора Украины Михаила Потебенько дала согласие на привлечение Агафонова к уголовной ответственности. Ему инкриминировалось присвоение более 24 миллионов долларов США в результате установленных фактов хищения государственных средств, сокрытие валюты, неконтролируемого расходования государственных средств на оплату обучения за границей родственников и приобретения имущества, наличие банковских счетов за рубежом и бартерных договоров с иностранными компаниями, которые строились на «двойной бухгалтерии».
Умер 19 сентября 2002.

## Награды
- Орден «За заслуги» III степени (ноябрь 1996)[3]. Заслуженный работник сельского хозяйства Украины.